# Тражим помиловање
„Тражим помиловање” је југословенски ТВ филм из 1981. године. Режирала га је Мирјана Кесер а сценарио је написан по мотивима песме Десанке Максимовић

## Улоге
| Глумац         | Улога |
| -------------- | ----- |
| Горица Поповић |       |